# Lech Sosnowski
Lech Stanisław Sosnowski (ur. 7 grudnia 1927 w Łasku, zm. 23 stycznia 2006) – kupiec, prezes PSS „Społem” Łódź (przez 33 lata), dyrektor (1972–1988) największego domu handlowego „Społem” w Polsce w latach 70. i 80. XX w. – Spółdzielczego Domu Handlowego „Central” w Łodzi.

## Życiorys
Sosnowski ukończył studia magisterskie z ekonomii. Początkowo pracował jako księgowy, a następnie wiceprezes i prezes „Społem” w Łasku. Po przeniesieniu do Łodzi, pełnił funkcję prezesa oddziału PSS „Społem” na Widzewie. Wyniki handlowe prowadzonych przez niego placówek spowodowały, że w 1971 zaproponowano mu kierowanie SDH „Central” w Łodzi.
Od 1972, tj. od powstania, SDH „Central”, w okresie pełnienia funkcji dyrektora przez Sosnowskiego, pomimo funkcjonowania gospodarki nakazowo-rozdzielczej osiągał znacząco korzystny bilans handlowy. Dom Handlowy „Central”, w okresie pełnienia przez niego funkcji dyrektora, osiągał nawet ponad 3-krotnie większe obroty wobec planowanych oraz 2–3-krotnie wyższe niż w innych domach handlowych. Sukces osiągany przez dom handlowy wynikał m.in. ze ścisłej współpracy z przemysłem – przed uruchomieniem produkcji, w „Centralu” przedstawiano m.in. planowane do wyprodukowania wzory produktów. Klienci sklepu mogli głosować na najbardziej atrakcyjne. Te, które wzbudziły najmniejsze zainteresowanie, nie były produkowane i wystawiane do sprzedaży. Dzięki Sosnowskiemu, sprowadzano do sklepu więcej towaru niż mu przysługiwało według rozdzielnika.
Sosnowski Był również jednym z pionierów bezdewizowej międzynarodowej wymiany towarowej – przyczynił się do sprowadzania ze Związku Radzieckiego kolorowych telewizorów i szampana, z NRD – dziecięcych ubrań, proszków do prania, zegarków, z Węgier – kosmetyków, z Holandii – płytek ceramicznych, a także prowadził wymianę handlową z przedsiębiorstwami z Czechosłowacji, RFN, Austrii i Bułgarii. Jego działalność przyczyniła się do tego, że w „Central” posiadał w asortymencie produkty niedostępne lub trudno dostępne w sklepach Polsce. W latach 70. i 80. XX w. SDH „Central” należał do najlepiej zaopatrzonych domów towarowych w Polsce.
Kierowany przez Sosnowskiego dom handlowy osiągał największy średni obrót w przeliczeniu na 1m² sklepu, a także w przeliczeniu na jednego zatrudnionego pracownika oraz najmniejszą liczbę pracowników administracji. Sklep zatrudniał ponad tysiąc osób, w tym około 40 pracowników administracji a odwiedzało go nawet 100 tys. klientów dziennie, dokonując około 40 tys. transakcji. Ponadto SDH „Central” był wielokrotnym zdobywcą I miejsca w ogólnopolskim współzawodnictwie supersamów oraz zdobywał przechodni puchar prezesa CZSS „Społem” (1973, 1974, 1975).
Sosnowski był członkiem Polskiego Towarzystwa Ekonomicznego. Po zakończeniu pełnienia funkcji dyrektora PSS Społem w 1988, podjął się prowadzenia firmy „Romat” w Andrzejowie W 1989 bezskutecznie kandydował w wyborach do Senatu, zdobywając 33 913 (7,95%) głosów w okręgu wyborczym województwo łódzkie.

### Życie prywatne
Był synem Józefa Sosnowskiego i Feliksy z d. Strzelczyk. Jego żoną była Jadwiga z d. Kamerdyniak (1931–1981) – pracownica NBP, z którą miał dwóch synów. Został pochowany na cmentarzu parafii Niepokalanego Poczęcia NMP (kwatera: 18, rząd: 2, grób: 21) w Łasku.

## Nagrody
- Nagroda Miasta Łodzi (1984) – nagroda za całokształt działalności zawodowej w dziedzinie handlu[4].